# Newby (North Yorkshire)
Newby is een civil parish in het bestuurlijke gebied Hambleton, in het Engelse graafschap North Yorkshire.